# Bucay (Abra)
Bucay is een gemeente in de Filipijnse provincie Abra op het eiland Luzon. Bij de laatste census in 2007 had de gemeente ruim 16 duizend inwoners.

## Geografie

### Bestuurlijke indeling
Bucay is onderverdeeld in de volgende 21 barangays:
| - Abang - Bangbangcag - Bangcagan - Banglolao - Bugbog - Calao - Dugong - Labon - Layugan - Madalipay - North Poblacion | - Pagala - Pakiling - Palaquio - Patoc - Quimloong - Salnec - San Miguel - Siblong - South Poblacion - Tabiog |

## Demografie
Bucay had bij de census van 2007 een inwoneraantal van 16.266 mensen. Dit zijn 1.385 mensen (9,3%) meer dan bij de vorige census van 2000. De gemiddelde jaarlijkse groei komt daarmee uit op 1,24%, hetgeen lager is dan het landelijk jaarlijks gemiddelde over deze periode (2,04%). Vergeleken met de census van 1995 is het aantal mensen met 1.767 (12,2%) toegenomen.

De bevolkingsdichtheid van Bucay was ten tijde van de laatste census, met 16.266 inwoners op 102 km², 159,5 mensen per km².